# Doctor Strange (film)
Doctor Strange este un film american SF de acțiune cu super eroi din 2016 regizat de Scott Derrickson și scris de acesta împreună cu Jon Spaihts și C. Robert Cargill. Este al 14-lea film din universul cinematografic Marvel. Este bazat pe personajul Marvel Comics Doctor Strange. Rolurile principale au fost interpretate de actorii Benedict Cumberbatch ca  Stephen Strange, Chiwetel Ejiofor, Rachel McAdams, Benedict Wong, Michael Stuhlbarg, Benjamin Bratt, Scott Adkins, Mads Mikkelsen și Tilda Swinton. Povestea este continuată în filmul din 2022, Doctor Strange în Multiversul Nebuniei.
Ideea de a-l aduce pe Doctor Strange din paginile benzilor desenate pe marele ecran a apărut în anii 1980, dar proiectul a fost amânat în mod repetat, până când Paramount Pictures a achiziționat drepturile de autor asupra personajului în numele Studiourilor Marvel. La începutul anului 2010, Thomas Dean Donnelly și Joshua Oppenheimer au compus scenariul acestui film. În iunie 2014, Scott Derrickson a fost desemnat regizorului filmului. Castingul a început în decembrie 2014. În același timp, Cumberbatch a primit rolul principal. 	Jon Spaihts a fost angajat să rescrie scenariul filmului, în timp ce C. Robert Cargill a fost desemnat să lucreze la scenariu împreună cu Derrickson. Filmările  principale au început în noiembrie 2015 în Nepal, au continuat în Marea Britanie și s-au încheiat în aprilie 2016 la New York.
Premiera mondială a avut loc la 25 octombrie 2016, în Rusia, deși inițial era planificată pentru 28 octombrie, în Statele Unite. Filmul a avut încasări de peste 677 de milioane de dolari americani în întreaga lume și a fost bine primit de critici. De asemenea, a fost nominalizat la premiul Oscar pentru cele mai bune efecte vizuale.

## Prezentare
În Kathmandu, vrăjitorul Kaecilius și zeloții săi intră în complexul secret Kamar-Taj unde decapitează bibliotecarul. Ei fură câteva pagini dintr-o carte aparținând Celei Antice, o vrăjitoare cu viață lungă, care a predat artele mistice tuturor elevilor de la Kamar-Taj, inclusiv lui Kaecilius. Cea Antică îi urmărește pe trădători, dar Kaecilius și adepții săi scapă.
În orașul New York, dr. Stephen Strange, un neurochirurg bogat și apreciat, dar arogant, își rănește grav mâinile într-un accident de mașină în timp ce se îndrepta către o conferință, lăsându-l  incapabil să mai opereze vreodată. Colega chirurg Christine Palmer încearcă să-l ajute să meargă mai departe, dar Strange caută în zadar operații experimentale pentru a-și vindeca mâinile. Strange află despre Jonathan Pangborn, un paraplegic care a reînceput în mod misterios să meargă din nou. Pangborn îl îndreaptă pe Strange către Kamar-Taj, unde este primit de Mordo, un vrăjitor sub comanda Celei Antice. Cea Antică își demonstrează puterea lui Strange, dezvăluindu-i planul astral și alte dimensiuni, cum ar fi dimensiunea oglinzilor. Ea acceptă fără tragere de inimă să-l antreneze pe Strange, a cărui aroganță și ambiție îi amintesc de Kaecilius.
Încep studii ciudate sub îndrumarea Celei Antice și a lui Mordo dar și din textele antice din bibliotecă care sunt acum păzite de Maestrul Wong. Strange află că Pământul este protejat de amenințările din alte dimensiuni de un scut generat din trei Sanctuare (Sanctum) aflate în New York City, Londra și Hong Kong, care sunt toate accesibile direct din Kamar-Taj. Sarcina vrăjitorilor este să le protejeze, deși Pangborn a ales în schimb să canalizeze energia mistică doar pentru a-și vindeca paralizia la picioare. Strange progresează rapid și citește în secret cartea din care Kaecilius a furat pagini, învățând să curbeze timpul cu Ochiul lui Agamotto. Mordo și Wong îl avertizează pe Strange să nu încalce legile naturii, făcând o comparație cu dorința lui Kaecilius de a obține viață veșnică.
Kaecilius folosește paginile furate pentru a contacta entitatea Dormammu din Dimensiunea Întunecată, unde timpul nu există. Kaecilius distruge Sanctuarul din Londra pentru a slăbi protecția Pământului. Zeloții îl atacă apoi pe cel din New York, ucigându-i gardianul, dar Strange îi ține departe cu ajutorul Mantalei Levitației, doar pentru a fi rănit grav în timpul unei lupte. Se teleportează înapoi la spital unde Palmer îl salvează. La întoarcerea în Sanctuar, Strange îi dezvăluie lui Mordo că Cea Antică și-a extras puterea din Dimensiunea Întunecată pentru a avea o viață lungă, iar Mordo ajunge să fie deziluzionat de ea. După o luptă în Dimensiunea Oglinzilor din New York, Kaecilius o rănește mortal pe Cea Antică și evadează în Hong Kong. Înainte de a muri, ea îi spune lui Strange că și el va trebui să încalce regulile pentru a completa natura fermă a lui Mordo totul pentru a-l învinge pe Kaecilius. Strange și Mordo ajung în Hong Kong unde îl găsesc pe Wong mort, Sanctuarul distrus și Dimensiunea Întunecată pe punctul de a înghiți Pământul. Strange folosește Ochiul lui Agamotto pentru a inversa timpul și a-l salva pe Wong, apoi intră în Dimensiunea Întunecată și creează o buclă de timp nesfârșită în jurul lui și al lui Dormammu. După ce l-a ucis în mod repetat pe Strange fără niciun rezultat, Dormammu cedează în cele din urmă târgului lui Strange că să lase definitiv Pământul în pace și îi ia cu el pe Kaecilius și pe adepții săi, în schimbul înțelegerii ca Strange să întrerupă bucla nesfârșită.
Dezgustat de Strange și Cea Antică pentru că au sfidat legile naturii, Mordo renunță la viața sa de vrăjitor și pleacă. Strange înapoiază Ochiul la Kamar-Taj și își stabilește reședința în Sanctuarul din New York pentru a-și continua studiile cu Wong. Într-o scenă de la mijlocul genericului de final, Strange decide să-l ajute pe Thor, care l-a adus pe fratele său Loki pe Pământ să-l caute pe tatăl lor, Odin. Într-o scenă de după generic, Mordo se confruntă cu Pangborn și fură energia mistică pe care o folosește, spunându-i că Pământul are „prea mulți vrăjitori”.

## Distribuție
- Benedict Cumberbatch - Dr. Stephen Strange
- Chiwetel Ejiofor - Karl Mordo
- Rachel McAdams - Christine Palmer
- Benedict Wong - Wong
- Michael Stuhlbarg - Nicodemus West
- Benjamin Bratt - Jonathan Pangborn
- Scott Adkins - Lucian
- Mads Mikkelsen - Kaecilius
- Tilda Swinton - Ancient One